# Liste der Landschaftsschutzgebiete im Landkreis Verden
Die Liste der Landschaftsschutzgebiete im Landkreis Verden enthält die Landschaftsschutzgebiete des Landkreises Verden in Niedersachsen.
| Bild         | Nummer     | Bezeichnung des Gebietes                                          | Fläche in Hektar | WDPA-ID   | Koordinaten | Datum der Verordnung |
| ------------ | ---------- | ----------------------------------------------------------------- | ---------------- | --------- | ----------- | -------------------- |
|              | LSG-VER 03 | Surheide                                                          |                  | 324967    | Position    | 1937                 |
|              | LSG-VER 10 | Schraderberg                                                      | 5,90             | 324261    | Position    | 1938                 |
|              | LSG-VER 12 | Haberloher Holz                                                   | 278,00           | 321292    | Position    | 1937                 |
|              | LSG-VER 17 | Halsetal                                                          | 100,00           | 321335    | Position    | 1936                 |
|              | LSG-VER 20 | Steinkuhle Ende 2016 aufgehoben                                   | 140,00           |           | Position    | 1993                 |
|              | LSG-VER 27 | Oterser Dünen                                                     | 55,00            | 323600    | Position    | 1938                 |
|              | LSG-VER 28 | Oterser Bruch                                                     | 135,00           | 323599    | Position    | 1938                 |
|              | LSG-VER 29 | Hügelgräberheide am Halsetal                                      | 8,00             | 321832    | Position    | 1937                 |
|              | LSG-VER 30 | Sachsenhain mit Umgebung                                          | 115,00           | 324062    | Position    | 1938                 |
|              | LSG-VER 35 | Moor- und Bruchwald östlich Eitze                                 | 4,10             | 323030    | Position    | 1955                 |
|              | LSG-VER 37 | Hügelgräbergebiet Diensthop und Hassel                            | 10,00            | 321828    | Position    | 1956                 |
|              | LSG-VER 38 | Bullensee Etelsen                                                 | 3,00             | 320175    | Position    | 1961                 |
| im Juni 2007 | LSG-VER 39 | Baggersee Oyten                                                   | 125,00           | 319762    | Position    | 1961                 |
|              | LSG-VER 42 | Eisseler Teiche Ende 2016 aufgehoben                              | 45,00            |           | Position    | 1977                 |
|              | LSG-VER 44 | Dörverdener Wiesen und Barnstedter See                            | 375,00           | 320418    | Position    | 1983                 |
|              | LSG-VER 45 | Große und Kleine Moorteile Otersen                                | 41,30            | 321184    | Position    | 1983                 |
|              | LSG-VER 46 | Dauelser Bruch                                                    | 17,00            | 320289    | Position    | 1983                 |
|              | LSG-VER 47 | Amedorfer Stau                                                    | 50,00            | 319619    | Position    | 1983                 |
|              | LSG-VER 48 | Adliges Holz                                                      | 49,00            | 319445    | Position    | 1971                 |
|              | LSG-VER 49 | Königsmoor                                                        | 321,00           | 322273    | Position    | 1985                 |
|              | LSG-VER 50 | Kiebitzmoor                                                       | 165,00           | 322108    | Position    | 1988                 |
|              |            | Lehrdetal im Landkreis Verden                                     | 313              | 322557    | Position    | 2019                 |
|              | LSG-VER 53 | Heckenlandschaft bei Riede                                        | 845,00           | 329088    | Position    | 2004                 |
|              | LSG-VER 54 | Obere Beekeniederung                                              | 368,60           | 555552636 | Position    | 2012                 |
|              | LSG-VER 55 | Wümmeniederung mit Dünen und Seitentälern                         | 2616,00          | 555552637 | Position    | 2012                 |
|              | LSG-VER 56 | Weserniederung zwischen Kanalmündung bei Eissel und Clüverswerder | 2950,00          | 555589352 | Position    | 2014                 |
|              | LSG-VER 57 | Alte Aller und Weiße Berge                                        | 500,00           | 555589353 | Position    | 2014                 |
|              | LSG-VER 58 | Untere Allerniederung im Landkreis Verden                         | 733,00           | 555632775 | Position    | 2016                 |